# David Douglas Crosby
David Douglas Crosby (né le 28 juin 1949 à Marathon en Ontario) est un oblat (O.M.I) et évêque canadien de l'Église catholique. Il est l'évêque du diocèse de Hamilton en Ontario depuis le 24 septembre 2010. Il a précédemment été l'évêque des diocèses de Labrador City-Schefferville, de Saint-George et de Corner Brook et du Labrador. Il a été élu président de la Conférence des évêques catholiques du Canada en 2015.

## Biographie
David Douglas Crosby est né le 28 juin 1949 à Marathon en Ontario. Il a été diplômé d'un baccalauréat universitaire ès lettres en philosophie et en français du collège St Patrick's de l'université Carleton d'Ottawa en 1972. En 1975, il reçut son baccalauréat canonique de théologie de l'université Saint-Paul d'Ottawa et sa maîtrise en études pastorales l'année suivante.
Il fut ordonné prêtre en 1975. Son premier rôle en tant que prêtre fut d'être pasteur assistant de la cathédrale Notre-Dame du Perpétuel Secours de Labrador City à Terre-Neuve-et-Labrador où il servit jusqu'en 1981. Il fut par la suite pasteur de la paroisse Saint-Joseph puis le supérieur provincial de la province Saint-Pierre des oblats. Par ailleurs, alors qu'il occupait ce poste, il fut élu président de la Conférence des Oblats du Canada. Durant ce temps, il occupa également différentes fonctions au sein de la Conférence des évêques catholiques du Canada.
En 1997, il fut nommé évêque du diocèse de Labrador City-Schefferville, puis, en 2003, également évêque du diocèse de Saint-George.
En 1990, le prêtre Kevin Bennett, du diocèse de Saint-Georges, est condamné à quatre ans de prison pour avoir agressé sexuellement des enfants. En 2005, Douglas Crosby annonce la mise en vente des propriétés du diocèse afin de payer 13 millions de dollars aux 37 victimes de Benett. Finalement les 13 millions de dollars sont collectés auprès des églises canadiennes et de leurs paroissiens ainsi l'évêché conserve ses biens.
En 2007, ce dernier devint le diocèse de Corner Brook et du Labrador, intégrant une partie du diocèse de Labrador City-Schefferville et David Douglas Crosby en devint le premier évêque.
Le 24 septembre 2010, il fut nommé évêque du diocèse de Hamilton en Ontario. En 2015, il fut élu président de la Conférence des évêques catholiques du Canada.